# Totorses
Totorses (grec antic: Τιβέριος Ἰούλιος Θοθωρσης, llatí: Tiberius Julius Thothorses) va ser rei del Bòsfor que va regnar segurament des de l'any 285 al 309.
L'historiador Christian Settipani diu que potser era fill de Rescuporis IV i successor del seu oncle Teiranes, encara que algunes fonts diuen que Teiranes era el seu pare.
Totorses era contemporani de l'emperador Dioclecià. Les primeres emissions de moneda de Dioclecià (l'any 279) es correspon amb les darreres de Teiranes, el seu predecessor, i el darrer any de Dioclecià amb el primer any d'emissió de moneda del seu successor Radamsades. Durant el seu llarg regnat, d'uns trenta anys, l'emissió de monedes es va fer de manera constant. Aquestes monedes, que porten la llegenda "BACIΛEΩC ΘОΘΩPCOY", representen a l'anvers el bust de Totorses, i al revers l'efígie de Dioclecià.
Cap a l'any 291 un misteriós personatge esmentat per Constantí VII Porfirogènit amb el nom de Sauromates, fill de Criscorones, va reunir un exèrcit per combatre els sàrmates, amb el qual va envair la Còlquida i la va assolar. Va continuar cap al Pont fins al riu Halis. En aquest riu es va trobar amb les forces del general romà Constantí, que el va aturar, als voltants del mateix any 291.
Amb l'ajut dels sàrmates de la zona de la mar d'Azov (Palus Maeotis) va anar a Panticapea i va ocupar la ciutat. Totorses va demanar ajut al rei o tirà de Querson, Crest (Chrestus), que va envair el regne del Bòsfor i va ocupar la capital Panticapea; Sauromates va haver de negociar la pau per obtenir la restitució dels seus territoris, alliberant tots els presoners i abandonant les seves conquestes (292), i així Totorses va tornar al tron que va conservar fins potser l'any 308 quan el va succeir el que segurament era el seu fill Oliotes.
Christian Settipani li atribueix tres fills:
- Radamsades, rei del Bòsfor
- Nana o Anna, casada amb Mirian III d'Ibèria
- Rescuporis V, que també podria ser fill de Sauromates IV.